# Peth Umri
 (mars 2024).
Peth Umri, est une ville et un conseil municipal du district de Nanded dans l'État indien du Maharashtra. Lors du recensement de l'Inde de 2011, sa population s'élève à 13 501 habitants.